# Абу Убајд ел Такафи
Абу Убајд ибн Масуд ибн Амр ибн Умајд ибн Авф ел Такифи (такође Ел Такифи) (арапски: أبو عبيد بن مسعود بن عمرو بن عمير بن عوف الثقفی‎), или просто Абу Убајд (أبو عبيد), био заповедник војске Рашидунског калифата. Био је из Таифа у западној Арабији, и припадао је племену Бану Такиф.
Ел Мутана, заповедник муслиманских Арапа у Ал Хири, затражио је од Ебу Бекра и касније калифа Омара појачање против Сасанида у Месопотамији, који су му узвратили. Омар је изабрао Абу Убајда који се први добровољно јавио, мада није био међу Мухаџирунима или Ансарима (Мухаммедовим друговима), и послао га је. Абу Убајд је сакупио снаге које су бројале 1.000 људи, које су сачињавали пипадници његовог племена Такиф чији се број повећао када је кренуо према северу.По други пут је преузео команду од Ел Мутане, поставши заповедник снага у региону Ал-Хире. Комбиноване арапске снаге вршиле су упаде у равницама између Ал-Хире и Ктесифона (Савад). Заповедник сасанидске војске Ростам Фарухзад послао је војску под Бахмана Џадуијем да их нападне. У предстојећој бици на обали реке Еуфрат, крај Вавилона, познатој као Битка код моста, бели ратни слон истргнуо је Абу Убајда са коња својим трупом и газио га под својом ногом. Арапске снаге су се успаничиле и биле поражене. Његов брат Ел Хакам и његов син Џабр такође су убијени након њега.
Абу Убајд је био и отац шиитског вође Ел Мухтара ел Такафија, који се побунио против Омејада како би се осветио због догађаја у Карбали током Другог фитне. Сафија, супруга Абдулаха ибн Омара, такође је била његова ћерка.‍:305 Џариа, још једна од његових кћери, била је удата за Омара ибн Сада.